# Роберто Хіменес Гаго
Роберто Хіменес Гаго (ісп. Roberto Jiménez Gago, нар. 10 лютого 1986, Мадрид) — іспанський футболіст, воротар іспанського «Реал» (Вальядолід).
Виступав, зокрема, за клуби «Атлетіко» та «Олімпіакос», а також молодіжну збірну Іспанії.

## Клубна кар'єра
Народився 10 лютого 1986 року в Мадриді. Вихованець футбольної школи клубу «Атлетіко».
З 2005 року став виступати за другу команду «матрацників», в якій провів два сезони, взявши участь у 40 матчах Сегунди Б. У першій команді дебютував 22 грудня 2005 року в матчі проти «Осасуни». Проте цей матч так і залишився єдиним за основну команду. У сезоні 2007/08 виступав на правах оренди в «Хімнастіку» в Сегунді, де був основним воротарем.
У липні 2008 року Роберто Хіменес перейшов у «Рекреатіво» як частина трансферу по Флорану Сінама-Понголю, який перейшов в зворотньому напрямку. Проте в новій команді Роберто був лише дублером основного воротаря Асьєра Рієсго, тому за сезон зіграв лише у двох кубкових поєдинках, а його команда покинула Ла Лігу.
13 липня 2009 року Роберто повернувся в «Атлетіко» за 1,25 млн євро, після того як клуб покинуло два голкіпери — Леонардо Франко та Грегорі Купе. Контракт був підписаний на три роки. Спочатку Роберто став основним воротарем команди, зігравши в трьох матчах чемпіонату, проте потім у матчі ліги чемпіонів проти португальського «Порту» (0:2) зазнав серйозну травму і на деякий час вилетів зі складу. Вилікувавшись від травми, Роберто не зумів повернути собі місце в воротах, програвши конкуренцію Серхіо Асенхо та молодому Давіду де Хеа.
Через це на початку 2010 року на правах оренди перейшов до клубу «Реал Сарагоса», в якому став основним воротарем, витіснивши Хуана Каррісо, і допоміг команді врятуватись в Ла Лізі.
5 червня 2010 року став гравцем лісабонської «Бенфіки», трансфер гравця склав 8 млн євро. Дебютував в новій команді 7 серпня в матчі Суперкубка Португалії проти «Порту», в якому його команда програла з рахунком 0:2.
28 серпня в матчі проти «Віторії» він замінив на початку першого тайму Жуліу Сезара, який був вилучений за фол в штрафному майданчику. Роберто вийшов на заміну та відбив пенальті від Угу Леала і зміг зберегти свої ворота в недоторканності (3:0). Після цього іспанський воротар став основним гравцем команди, проте наприкінці сезону 2010/11 Роберто програв конкуренцію новокупленим воротарям Артуру і Едуардо та змушений був шукати собі нове місце роботи.
1 серпня 2011 року повернувся до клубу «Реал Сарагоса», який заплатив за гравця 8,6 млн.євро. Цього разу провів у складі його команди два сезони. У своєму першому сезоні, він зіграв всі 38 матчів у чемпіонаті, а його команда уникнула вильоту в останньому турі. Проте в другому сезоні, де також Роберто був основним воротарем, «Сарагоса» зайняла останнє 20 місце і покинула елітний дивізіон.
26 липня 2013 року Роберто повернувся в рідний «Атлетіко», підписавши контракт на чотири роки і одразу був відданий в оренду в грецький «Олімпіакос». 5 листопада 2013 року Роберто вийшов в основному складі проти колишнього клубу «Бенфіка», яку «Олімпіакос» виграв з рахунком 2:0 у Лізі чемпіонів УЄФА.
По завершенні сезону, в якому іспанець був основним воротарем команди і допоміг їй виграти чемпіонат Греції, «Олімпіакос» викупив контракт гравця за 6 млн євро. Загалом за три сезони Роберто відіграв за клуб з Пірея 89 матчів в національному чемпіонаті, після чого повернувся на батьківщину, де став гравцем «Еспаньйола». У цій команді не зміг вибороти місце основного воротаря, і за рік, влітку 2017, був відданий в оренду до «Малаги», де протягом сезону був «першим номером» команди.
Після сезону 2018/19, який Роберто провів в «Еспаньйолі», граючи лише в кубкових матчах, він залишив команду на правах вільного агента. 31 травня 2019 року уклав дворічний контракт з англійським «Вест Гем Юнайтед». Прийшов до команди як дублер Лукаша Фабіанського, утім вже у вересні отримав шанс проявити себе, оскільки польський голкіпер отримав доволі важку травму. Цим шансом Роберто не скористався — у наступних восьми матчах він пропустив 17 голів, багато з яких на думку вболівальників і тренерів клубу стали наслідком результативних помилок голкіпера. Тож вже наприкінці листопада місце воротаря у стартовому складі «Вест Гема» відійшло до Девіда Мартіна, який починав сезон як третій воротар команди. Мартін, на відміну від іспанця, своїм шансом скористався, зробивши доцільність подальшого перебування Роберто у команді сумнівною. Тож вже у січні 2020 року керівництво лондонського клубу підшукало варіант позбутися іспанського голкіпера, віддавши в його оренду до кінця сезону до «Алавеса».

## Виступи за збірні
2001 року дебютував у складі юнацької збірної Іспанії.
2005 року залучався до складу молодіжної збірної Іспанії (U-20), у складі якої поїхав на чемпіонат світу серед юнаків в Нідерландах, де «червона фурія» дійшла до чвертьфіналу.
2009 року у складі молодіжної збірної Іспанії (U-21) брав участь у молодіжному чемпіонаті Європи, проте на поле жодного разу так і не вийшов.

## Статистика виступів

### Статистика клубних виступів
Станом на 17 квітня 2016 року
| Сезон                     | Команда                   | Чемпіонат                 | Чемпіонат | Чемпіонат | Національний кубок | Національний кубок | Національний кубок | Континентальні кубки | Континентальні кубки | Континентальні кубки | Інші змагання | Інші змагання | Інші змагання | Усього | Усього |
| Сезон                     | Команда                   | Ліга                      | Ігор      | Голів     | Ліга               | Ігор               | Голів              | Ліга                 | Ігор                 | Голів                | Ліга          | Ігор          | Голів         | Ігор   | Голів  |
| ------------------------- | ------------------------- | ------------------------- | --------- | --------- | ------------------ | ------------------ | ------------------ | -------------------- | -------------------- | -------------------- | ------------- | ------------- | ------------- | ------ | ------ |
| 2009-10                   | «Атлетіко»                | ПД                        | 3         | −9        | КІ                 | 0                  | −0                 | ЛЧ                   | 1                    | −0                   | —             | —             | —             | 4      | −9     |
| 2009-10                   | «Реал Сарагоса»           | ПД                        | 15        | −17       | КІ                 | —                  | —                  | —                    | —                    | —                    | —             | —             | —             | 15     | −17    |
| 2010-11                   | «Бенфіка»                 | ПЛ                        | 25        | −23       | КП+КЛ              | 0+1                | −1                 | ЛЧ+ЛЄ                | 6+8                  | −12 + −8             | СП            | 1             | −2            | 41     | −46    |
| 2011-12                   | «Реал Сарагоса»           | ПД                        | 38        | −61       | КІ                 | 2                  | −3                 | —                    | —                    | —                    | —             | —             | —             | 40     | −64    |
| 2012-13                   | «Реал Сарагоса»           | ПД                        | 33        | −51       | КІ                 | 0                  | −0                 | —                    | —                    | —                    | —             | —             | —             | 33     | −51    |
| Усього за «Реал Сарагоса» | Усього за «Реал Сарагоса» | Усього за «Реал Сарагоса» | 86        | −129      |                    | 2                  | −3                 |                      | —                    | —                    |               | —             | —             | 88     | −132   |
| 2013-14                   | «Олімпіакос»              | СЛ                        | 32        | −16       | КГ                 | 0                  | −0                 | ЛЧ                   | 8                    | −11                  | —             | —             | —             | 40     | −27    |
| 2014–15                   | «Олімпіакос»              | СЛ                        | 29        | –         | КГ                 | 4                  | -2                 | ЛЧ+ЛЄ                | 6+2                  | -13 + -4             | -             | -             | -             | 41     | -39    |
| [2015–16                  | «Олімпіакос»              | СЛ                        | 27        | -14       | КГ                 | 0                  | -0                 | ЛЧ+ЛЄ                | 6+2                  | -13 + -3             | -             | -             | -             | 35     | -30    |
| Усього за «Олімпіакос»    | Усього за «Олімпіакос»    | Усього за «Олімпіакос»    | 88        | -50       |                    | 4                  | -2                 |                      | 24                   | -44                  |               | -             | -             | 116    | -96    |
| Усього за кар'єру         | Усього за кар'єру         | Усього за кар'єру         | 202       | -211      |                    | 7                  | -6                 |                      | 39                   | -64                  |               | 1             | -2            | 249    | -283   |

## Титули і досягнення
- Володар Кубка португальської ліги (1):

«Бенфіка»: 2010-11
- Чемпіон Греції (3):

«Олімпіакос»: 2013-14, 2014-15, 2015-16
- Володар Кубка Греції (1):

«Олімпіакос»: 2014-15